# Конти (Кольненський повіт)
Конти (пол. Kąty) — село в Польщі, у гміні Малий Плоцьк Кольненського повіту Підляського воєводства.
Населення — 676 осіб (2011).
У 1975-1998 роках село належало до Ломжинського воєводства.

## Демографія
Демографічна структура станом на 31 березня 2011 року:
|          | Загалом | Допрацездатний вік | Працездатний вік | Постпрацездатний вік |
| -------- | ------- | ------------------ | ---------------- | -------------------- |
| Чоловіки | 325     | 72                 | 211              | 42                   |
| Жінки    | 351     | 90                 | 170              | 91                   |
| Разом    | 676     | 162                | 381              | 133                  |